# Uniwersytet w Hradcu Králové
Uniwersytet w Hradcu Králové (cz. Univerzita Hradec Králové – UHK) – czeska uczelnia publiczna w Hradcu Králové. Została założona w 2000 roku.
W 2024 roku funkcję rektora objął doc. Jan Kříž.